# Ocupación del Aeropuerto Internacional de Jartum por las RSF
La ocupación de las RSF del Aeropuerto Internacional de Jartum es una ocupación militar en curso del aeropuerto más importante de Sudán, el Aeropuerto Internacional de Jartum, por parte de las Fuerzas de Apoyo Rápido durante la tercera guerra civil sudanesa como parte de la Batalla de Jartum.

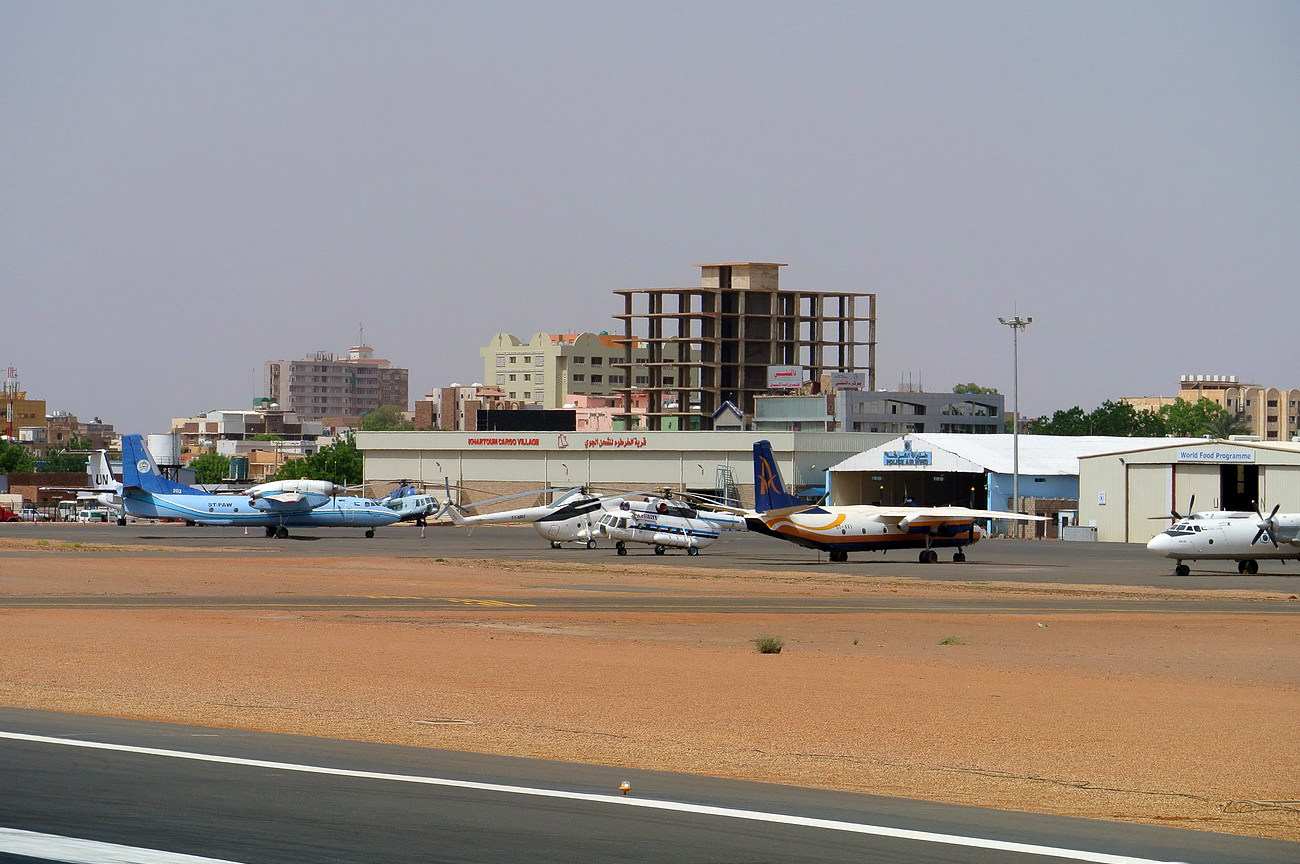
Aeropuerto Internacional de Jartum en 2012

Las fuerzas de RSF lograron capturar el aeropuerto en las primeras horas de los ataques a Jartum, el propio aeropuerto fue el lugar del primer ataque oficial de todo el conflicto. El ataque también mató a dos personas.
La ocupación del aeropuerto provocó la destrucción de entre 10 y 20 aviones civiles de varios países. Los ataques continuaron durante toda la ocupación y destruyeron el aeropuerto.

## Historia
El Aeropuerto Internacional de Jartum está situado en la ciudad de Jartum, la capital de Sudán, y es el aeropuerto más grande de Sudán. Se considera la sede y centro de operaciones de Sudan Airways y Badr Airlines. La ubicación actual del aeropuerto se considera una amenaza para la seguridad aérea y los estándares de seguridad urbana, y el gobierno sudanés decidió cerrar el aeropuerto actual después de completar la construcción del nuevo aeropuerto de Jartum, que se está construyendo a 40 km del centro de Jartum.
El aeropuerto se estableció después de la Segunda Guerra Mundial en 1947 y se amplió para dar cabida al tráfico aéreo en las décadas de 1970 y 1980.

## Ocupación
En las primeras horas de la mañana del 15 de abril de 2023, las Fuerzas de Apoyo Rápido iniciaron una serie de ataques contra instalaciones clave en Jartum, incluido el Aeropuerto Internacional de Jartum. Durante el ataque al aeropuerto, las RSF supuestamente dispararon contra un avión de pasajeros de Saudia que llegaba al aeropuerto, pero no se reportaron víctimas entre los pasajeros y la tripulación del avión.Las RSF también capturaron el palacio presidencial. la residencia del expresidente sudanés Omar al-Bashir y atacaron una base militar.En los combates en el aeropuerto de Jartum murieron dos civiles. Hemedti afirmó que las RSF controlaban la mayoría de los edificios gubernamentales de la ciudad, pero Burhan lo cuestionó.
El mismo día, las Fuerzas Armadas del Sudán llevaron a cabo varios ataques aéreos contra objetivos de las RSF. Los usuarios de Facebook Live y Twitter documentaron a la Fuerza Aérea Sudanesa volando sobre la ciudad y atacando objetivos de las RSF. El 17 de abril, el gobierno sudanés anunció el cierre del espacio aéreo sudanés, inicialmente limitado únicamente al de Jartum. El 18 de abril a las 18:00 hora local se declaró un alto el fuego, lo que provocó una reducción de los combates en las proximidades del aeropuerto.

### Destrucción de aviones
El 15 de abril de 2023, primer día de guerra. Según Flightradar24, varios aviones de Saudia, Badr Airlines y SkyUp Airlines resultaron dañados. Más tarde, Saudia confirmó que uno de sus aviones fue atacado antes del despegue, lo que provocó la evacuación de todos los pasajeros, la tripulación y el personal a la Embajada de Arabia Saudita.
Más tarde, el 17 de abril de 2023, lo demostró un análisis realizado por el New York Times vía satélite que mostraba que alrededor de 20 aviones fueron destruidos durante los ataques en el aeropuerto. Debido a los combates y la destrucción de los aviones de varias naciones, se cancelaron los vuelos desde y hacia Sudán.

### Explosión de agosto y enfrentamientos en el aeropuerto
El 26 de agosto de 2023, una explosión producida cerca del Aeropuerto Internacional de Jartum causó daños en toda la ciudad de Jartum. Las Fuerzas Armadas Sudanesas dijeron más tarde que la explosión se produjo debido a un incendio provocado en un depósito de combustible de aviación dentro del aeropuerto. Las Fuerzas Armadas del Sudán también llevaron a cabo ataques contra las fuerzas de las RSF en el aeropuerto.